# 2024年巴基斯坦总统选举
2024年巴基斯坦总统选举是巴基斯坦於2024年3月9日举行的總統選舉。此次選舉為間接選舉。2024年巴基斯坦总统选举要在2024年巴基斯坦大选（議會選舉）后30天内举行。

## 候選人
- 阿西夫·阿里·扎尔达里[2]